# أليس جونز (كاتبة)
أليس جونز (بالإنجليزية: Alice Jones)‏ هي كاتِبة وشاعرة أمريكية، ولدت في 22 يونيو 1949.